# Epidemia de dengue de 2019-2020 en Bolivia
La epidemia de dengue en Bolivia inició en 2019, en dicho año se registró 23 muertos y 16.193 casos confirmados y para el siguiente año se tenía registrado 19 muertos y 68.570 casos confirmados.

## Cronología

### Marzo de 2020
El 26 de enero de 2020 el gobierno informó de un «inusitado aumento» de la epidemia de dengue en el país, se contabilizó tres decesos y 1.234 caso confirmados.
El 3 de febrero de 2020 cinco personas fallecieron por dengue.
El 5 de marzo de 2020 se reportó 8 muertos, la mayoría infantes.
El 7 de marzo de 2020 el ministro de Salud Aníbal Cruz, se reportó un descenso de casos.
El 10 de marzo de 2020 los gobiernos de Bolivia y Brasil acordaron crear una «minga binacional» (reunión) en la localidad fronteriza boliviana de Puerto Quijarro para intentar aportarse mutuamente maneras de evitar la expansión del virus. Ese mismo día
El 17 de marzo de 2020 el gobierno confirmó que existía 9.353 casos de dengue en el país, siendo los principales focos los departamentos de La Paz, Beni, Tarija y Santa Cruz.

## Accidente de 2021
El 9 de octubre de 2021 una avioneta de la Fuerza Aérea de Bolivia que transportaba a médicos al departamento de Pando se estrelló en el municipio Puerto Gonzalo Moreno del mismo departamento, el accidente dejó 6 muertos, la misión médica tenía como objetivo investigar sobre la presencia del dengue y la chikunguña en el noroeste amazónico boliviano.